# Route nationale 32 (Inde)
Pour les articles homonymes, voir Route nationale 32.
La Route nationale 32 (en anglais : National Highway 32, sigle NH 32) est une route nationale indienne, située au sud-est du pays, entre les villes de Madras (Chennai) et Tuticorin (Thoothukudi). Elle porte aussi populairement le nom de East Coast Road (« Route de la Côte Est » en anglais), célèbre voie de circulation entre Madras et Pondichéry, à laquelle elle est en fait parallèle, puis en constitue le prolongement jusqu'à Tuticorin. Une extension qui atteint désormais l'arrière-pays de Kanyakumari (Cap Comorin).

## Tracé
Son tracé suit essentiellement le littoral de l'État du Tamil Nadu, ainsi que de deux des enclaves du Territoire de Pondichéry, y compris le chef-lieu Pondichéry.
La NH 32 part de son croisement avec la NH-48 près de Chennai puis traverse Chengalpattu, Tindivanam, Puducherry, Cuddalore, Chidambaram, Karaikal, Nagapattinam, Velankanni, Thiruthuraipoondi, Muthupettai, Adirampattinam, Manamelkudi, Thondi, Devipattinam, Ramanathapuram bypass, Thiruppullani, Keelakarai, Erwadi, Valinokkam, Sayalgudi, Vembar, Vaippar, Kulathur, Veppalodai, Pattina, Maruthur pour se terminer à son croisement  avec la NH-44 près de Thoothukudi,,.